# Amphimallon pygiale
Amphimallon pygiale är en skalbaggsart som beskrevs av Étienne Mulsant 1846. Amphimallon pygiale ingår i släktet Amphimallon och familjen Melolonthidae. Inga underarter finns listade i Catalogue of Life.